# アークレイマーケティング
アークレイマーケティング株式会社は、アークレイグループの主要子会社である。
国内医療機関向けの医療検査機器、試薬販売事業を主に手がけている。
2001年11月アークレイ株式会社の営業部門を分離独立し、アークレイグローバルビジネス株式会社と共に設立された。

## 概要
本社機能は東京都新宿区四谷一丁目にある。

## 営業拠点
国内16か所に営業拠点を設置している。
札幌〒060-0005 北海道札幌市中央区北5西6-2-2 札幌センタービル16F
盛岡〒020-0122 岩手県盛岡市みたけ4-33-17
仙台〒980-0824 宮城県仙台市青葉区支倉町4-34 マルキンビル4F
さいたま〒330-0801 埼玉県さいたま市大宮区土手町1-2 JA共済埼玉ビル10F
長野〒390-0852 長野県松本市島立830-11深澤ビル1F-101
静岡〒420-0035 静岡市葵区七間町7-8 セブンセンタービル4F
東京（第一・第二）〒160-0004 東京都新宿区四谷1-20-20 大雅ビル4Ｆ
横浜〒222-0033 神奈川県横浜市港北区新横浜3-18-9新横浜ICビル7F
名古屋〒461-0004 愛知県名古屋市東区葵3-15-31 千種第2ビル5Ｆ
京都〒612-8444 京都市伏見区竹田田中宮町15-102
大阪（第一・第二）〒530-0054 大阪市北区南森町1-4-19 サウスホレストビル4F
岡山〒710-0815 岡山県倉敷市日吉町489-1パラーシオ102
松山〒790-0911 愛媛県松山市桑原6-1-1 キャッスル蔵乃前103
広島〒732-0816 広島市南区比治山本町16-35 広島産業文化センター12F
福岡（第一・第二）〒810-0073 福岡市中央区舞鶴1-1-3リクルート天神ビル4F
鹿児島〒890-0073 鹿児島市宇宿3-27-15サンパティーク宇宿102

## 沿革
- 1960年 - 京都第一科学として京都市伏見区で設立。
- 2000年 - アークレイ株式会社と社名変更。
- 2001年 - 営業部門を独立し、アークレイマーケティング株式会社設立。